# Raymond L. Knight
Raymond L. Knight (Houston, 15 giugno 1922 – Col d'Arciana, 25 aprile 1945) è stato un militare e aviatore statunitense, decorato con la Medal of Honor alla memoria durante il corso della seconda guerra mondiale.

## Biografia

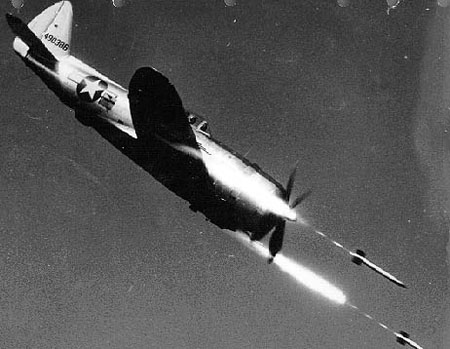
Un cacciabombardiere Republic P-47D-40-RE in picchiata, mentre spara alcuni razzi

Nacque a Houston, nel Texas, il 15 giugno 1922, terzo figlio di John Franklin e di Sarah Francis Kelly. Frequentò la John H. Reagan Senior High School di Houston, diplomandosi nel 1940.
Il 5 giugno 1942 si sposò con la signorina Johnnie Lee Kinchloe, da cui ebbe un figlio Raymond Jr. Arruolatosi nell’United States Army Air Corps il 5 ottobre 1942, dopo aver frequentato alcune scuole di volo in Texas, conseguì il brevetto di pilota militare nel maggio 1944. Promosso sottotenente, nel novembre dello stesso anno fu assegnato al 346th Fighter Squadron del 350th Fighter Group, equipaggiato con i caccia Republic P-47 Thunderbolt, di stanza sull'aeroporto di Tarquinia, in Italia.
Promosso first lieutenant, nel marzo 1945, il 24 aprile successivo, al comando di una pattuglia di tre aerei, decollò dall'aeroporto di Pisa-San Giusto per eseguire una missione di attacco al suolo contro l'aeroporto di Ghedi. Dopo aver distrutto al suolo cinque aerei nemici, rientrò alla base per decollare nuovamente per eseguire una nuova missione di attacco al suolo contro l’aeroporto di Orio al Serio. In questo attacco distrusse altri sei aerei al suolo, ma il suo aereo venne gravemente colpito. Rientrato a Pisa dovette sostituire il velivolo, e gli fu assegnato un P-47D appartenente al 1° Grupo de Caça della Força Aérea Brasileira. Il giorno dopo decollò per una nuova missione contro Orio al Serio, dove distrusse ulteriori tre aerei nemici al suolo, ma il suo caccia venne colpito pesantemente dalla contraerea tedesca. Ripreso il controllo dell’aereo, invece di lanciarsi con il paracadute cercò di rientrare alla base, ma il velivolo divenne incontrollabile e precipitò al suolo sugli Appennini nei pressi del monte Giovarello, nelle vicinanze dell'abitato di Col d'Arciana causando la morte del pilota. La sua salma fu recuperata dagli abitanti del luogo e consegnata alle truppe americane della 92nd Infantry Division e trasportata a Castiglione di Garfagnana, venendo poi tumulata nel cimitero militare di Firenze.
Per onorarne il coraggio il 24 settembre 1945 gli fu assegnata la Medal of Honor, la più alta decorazione al valor militare statunitense. La salma venne successivamente traslata presso lo Houston National Cemetery, di Houston, in Texas.

### Annotazioni
1. ↑  Anch’essa diplomata presso la Reagan High School nel 1940.
2. ↑  Tale decorazione fu consegnata alla vedova dal maggior generale James Pratt Hodges durante una cerimonia tenutasi presso la John H. Reagan Senior High School, il 23 ottobre 1945.

### Fonti
1. 1 2 3  Spagnoletti 2018, p. 42.
2. 1 2 3  Harvey 2010, p. 155.
3. 1 2 3 4 5 6 7  This Day Aviation.
4. 1 2 3 4 5 6  Spagnoletti 2018, p. 43.
5. 1 2  Fredriksen 2011, p. 151.
6. 1 2 3 4 5 6 7 8 9 10 11  Spagnoletti 2018, p. 45.
7. 1 2 3  Alberti 2018, p. 48.

### Pubblicazioni
- Gian Maria Spagnoletti, Cavaliere” texano che sfidò la Flak tedesca, in Aerei della storia, n. 118, Parma, West-Ward Edizioni, febbraio-marzo 2018,  pp. 42-47.
- Agostino Alberti, Larry Kinght il ritrovamento, in Aerei della storia, n. 118, Parma, West-Ward Edizioni, febbraio-marzo 2018,  pp. 48-49.
- Massimo Tassi, Reggio Emilia, ritrovato l’aereo dell'eroe americano, in Il Resto del Carlino, Bologna, 9.